# جائزة ألمانيا الكبرى للدراجات النارية 1995
جائزة ألمانيا الكبرى للدراجات النارية 1995 هو سباق دراجات نارية أقيم بتاريخ 21 مايو 1995 في حلبة نوربورغرينغ. كان الجولة الخامسة من أصل 13 في سباق الجائزة الكبرى للدراجات النارية موسم 1995. فاز داريل بيتي بفئة الموتو جي بي بينما جاء لوكا كادالورا في المركز الثاني وحصل على المركز الثالث شينيتشي إيتو.

## وصلات خارجية
- الموقع الرسمي